# 信州柴犬

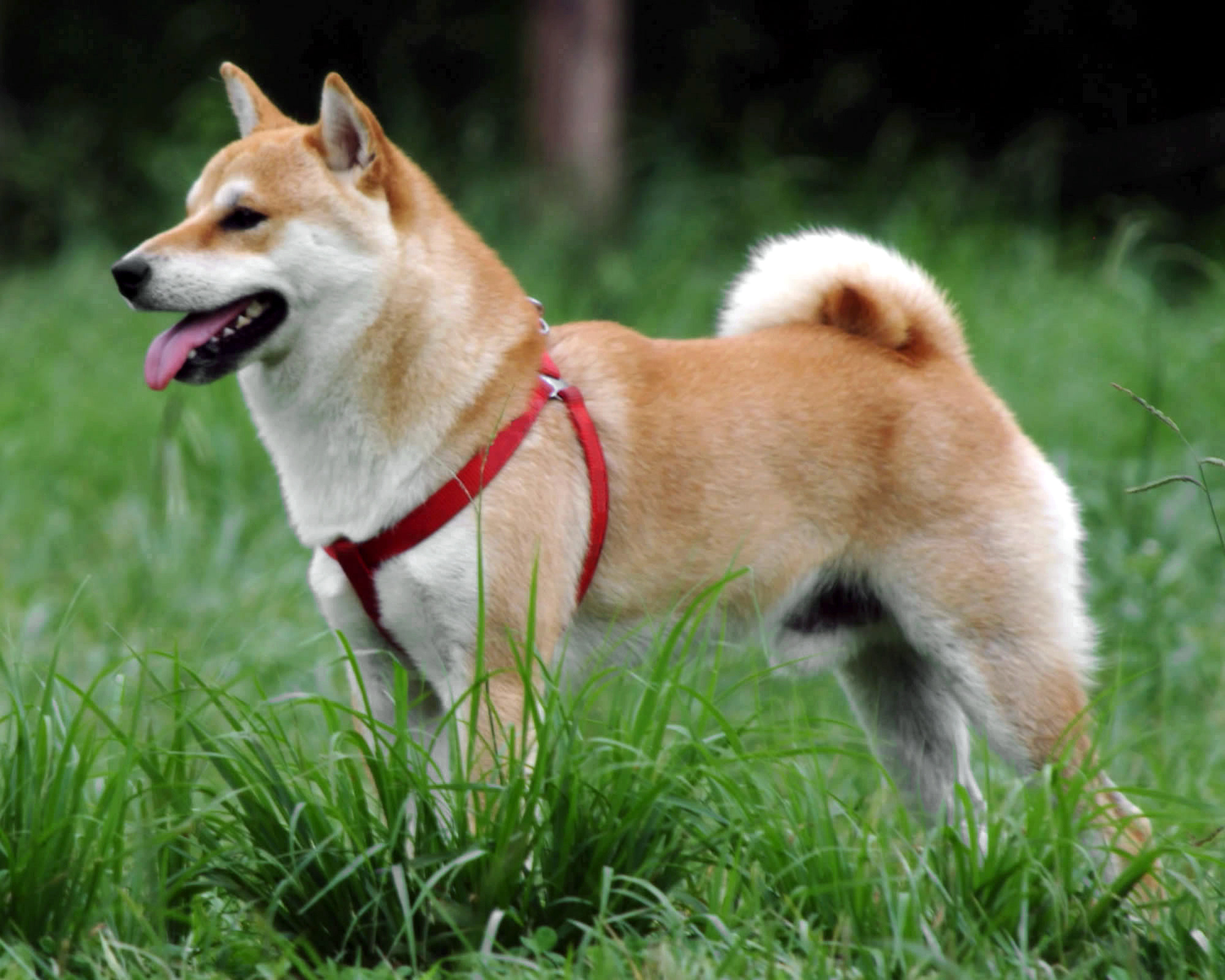
赤毛の柴犬

信州柴犬（しんしゅうしばいぬ）は、長野県原産の日本犬である。

## 概要
現在の柴犬の基本となっている系統で、日本で飼育されている柴犬の殆どは信州柴犬とされる。
タヌキやウサギなどを追跡する猟犬の代表格とされ、その盛名が謳われた。

## 歴史

### 前時代の信州柴犬
信州柴犬は大きく3つに大別され地犬・保科犬・川上犬と呼ばれていた。他にも木曽犬（美濃柴犬の一種）などの系統もあったが、記録が明瞭に残っているのはこの3種のみであり、信州柴犬の元祖となった。これらの3種がお互いに自然淘汰されて信州柴犬は形成された。
川上犬と地犬と保科犬を交配して改良することによって、体高が一尺二寸五分から一尺三寸五分（47.38cm-51.17cm）の犬を得ることができた。ただ、この3犬種以外にも信州地方には中型の日本犬や三河犬が存在しており、明治維新以降は洋犬も入ってきていた。放し飼いにされていたこともあり、純血度の高い個体は減っていた。
そこで文部省の文化財保護委員会が保護に取り組み、カモシカやライチョウと共に天然記念物に指定。特に信州柴犬は文部省から保護の指定され、長野県は保護地域となった。これにより純血度は他県には見られないほどに高まった。しかし、近親交配が多くなったことにより、アンダーショットや欠歯などの不良犬が生じるようになった。これは中央に知られたことにより、優良犬が県外に流出したために、近親交配が繰り返された側面もある。

### 信州柴犬の改良繁殖の進歩
信州柴犬が保存・改良繁殖がなされていた頃、日本犬保存会が各地で日本犬の展覧会を開催するようになった。純血であることの、他に審査標準規定による美的スタイルが求められるようになった。そのため更なる信州柴犬の改良が行われた。
1935年（昭和10年）に日本犬長野展覧会で推奨犬に選ばれた樋田秀男の愛犬『赤号』を皮切りとして、ますます改良が行われるようになった。1941年（昭和16年）の本部展覧会では松本百瀬の愛犬で木曽犬の血を引く『松緑号』が一席推奨犬となり、愛好家たちによる限りない努力が実を結び始めた。
これら赤号や緑松号などの子孫が信州柴犬の台牝となり、1948年（昭和23年）に石州犬と甲斐犬の血を受けた名種牡の『中号』と交配されて、信州柴犬の血統の更新を図って改良繁殖に努めた。これは大きな成果を収めて、県内各地で名犬が作出された。中号の直仔からは日本犬展覧会で天然記念物指定優良日本犬章を受賞した数は30頭に及び、その中に大臣賞受賞犬は6頭いた。これらの受賞犬の直子からも数多くの入賞犬を輩出して、信州柴犬の名を全国に轟かせた。

## 特徴
小型ながらも骨格は比較的太い。また、素朴ながらも動作はキビキビとしている。尾は9割が巻き尾で、差し尾は少ない。寒冷地の犬種であるため、綿毛が多くて毛質は良い。顔はキツネ顔だが、雄はややタヌキ顔っぽくもある。目は三角目が多く、出目は少ないとされる。一般的に狼爪はない。
小型日本犬体位標準の基礎で、観賞や展覧会向きである。用途としては小型のため愛玩犬となり、知らない人にはよく吠えることから番犬にも適している。また、山岳地方では小動物の猟にも使役される。

## 信州柴犬系の地柴
- 赤城犬
- 梓山犬
- 川上犬
- 十石犬
- 秩父犬